# 楊角 (海岬)
楊角（英語：Young Head）是南極洲的海岬，位於羅斯冰架西部，是博蒙特灣入口處的北部，海拔高度350米，以美國海軍的一級准尉命名，現時由南極條約體系管理。